# Osterlands voetbalkampioenschap 1926/27
In 1926/27 werd het vierde Osterlands voetbalkampioenschap gespeeld, dat georganiseerd werd door de Midden-Duitse voetbalbond. Wacker Gera werd kampioen en plaatste zich voor de Midden-Duitse eindronde. 
De club werd uitgeloot tegen Chemnitzer BC, maar deze wedstrijd werd door omstandigheden niet gespeeld waardoor beide clubs door mochten naar de volgende ronde. Hier versloeg de club SpVgg 06 Falkenstein en verloor dan van VfB Leipzig.

## Gauliga
| Plaats | Club                   | Wed. | W  | G | V | Saldo | Ptn.  |
| ------ | ---------------------- | ---- | -- | - | - | ----- | ----- |
| 1.     | FC Wacker 1910 Gera    | 12   | 10 | 2 | 0 | 47:15 | 22:2  |
| 2.     | SpVgg 04 Gera          | 12   | 7  | 1 | 4 | 41:14 | 15:9  |
| 3.     | FC Concordia 1910 Gera | 12   | 6  | 3 | 3 | 29:22 | 15:9  |
| 4.     | VfB Pößneck            | 12   | 6  | 0 | 6 | 16:28 | 12:12 |
| 5.     | FC Thüringen Weida     | 12   | 4  | 2 | 6 | 21:50 | 10:14 |
| 6.     | PSV Gera               | 12   | 3  | 0 | 9 | 14:39 | 6:18  |
| 7.     | 1. FC Greiz            | 12   | 1  | 2 | 9 | 14:39 | 4:20  |

|  | Kampioen, geplaatst voor Midden-Duitse eindronde |
|  | Degradatie                                       |